# پوپووو-ایگناتسوو
پوپووو-ایگناتسوو (به لهستانی:  Popowo-Ignacewo) یک روستا در لهستان است که در گمینا میلشن واقع شده‌است.